# Montessori-Prozess
Der Montessori-Prozess war ein Strafverfahren in Münster, welches von 1992 bis 1995 dauerte. Man beschuldigte den Erzieher Rainer M., der in Borken und Coesfeld in zwei Kindergärten mit reformpädagogischem Konzept nach Maria Montessori tätig war, in Hunderten von Fällen insgesamt 55 Kinder sexuell missbraucht zu haben. Erst nachdem sich herausgestellt hatte, dass die Ermittlungen durch suggestive Befragung der Kinder verfälscht worden waren, wurde der Angeklagte freigesprochen.

## Hergang
Ausgehend von einer Kindererzählung, die von einer Vereinsmitarbeiterin interpretiert wurde, entstand unter maßgeblicher Mitwirkung von Zartbitter Coesfeld e. V. (es gibt gleichnamige, davon unabhängige Vereine) der Missbrauchsvorwurf. Insbesondere das suggestive Befragen der Kinder und die parteiische Haltung des Vereins den vermeintlichen Opfern gegenüber verhinderten lange eine sachliche Aufklärung der Vorgänge. Erstmals konfrontiert wurde der Erzieher mit diesen Vorwürfen am 7. März 1991 von Mitarbeiterinnen des 1987 gegründeten Vereins Zartbitter Coesfeld in deren Beratungsstelle. Zur Unterstützung der Eltern reiste der Psychiater Tilman Fürniss an. Das Strafverfahren begann am 13. November 1992. In dessen Verlauf offenbarte ein Gutachterstreit den Zusammenhang von suggestiven Fragen, allgemeiner Angst vor sexuellem Missbrauch und der Beschuldigung Unschuldiger. Die Gerichtsreporterin des Spiegel, Gisela Friedrichsen, wurde in der Zeitschrift Emma der Mittäterschaft beschuldigt, da sie mit ihrer Berichterstattung sexuelle Gewalt verharmlose.
Das Gericht sprach den damals 36-Jährigen am 16. Mai 1995 nach 120 Verhandlungstagen, der Vernehmung von 120 Zeugen, der Anhörung von fünf Gutachtern und mehr als zweieinhalb Jahren Prozessdauer frei. Der Beschuldigte erhielt für 26 Monate in Untersuchungshaft eine Entschädigung von 20 D-Mark pro Tag. Die Staatsanwaltschaft kündigte unmittelbar nach dem Urteil eine Revision an. Dazu kam es jedoch nicht.
Der Verein Zartbitter Coesfeld löste sich 2008 auf.